# Disostosi
In medicina per disostosi si intende una malattia ossea congenita, che provoca una malformazione e che si manifesta radiologicamente sotto forma di una atrofia (mancanza di trofismo, raggrinzimento) ossea che può interessare lo scheletro degli arti o più spesso quello del cranio, della faccia o dei cingoli (bacino, cingolo scapolare).
Fra le disostosi più comuni e clinicamente peggiori citiamo: quella "Cleido-cranica", malattia ereditaria dominante le cui anomalie sono esclusivamente ossee: clavicole molto piccole, di solito costituite da soli due o tre frammenti ossei, atrofia facciale ed agenesia parziale del bacino; un'altra disostosi frequente è quella "Mandibolo-facciale": malattia anch'essa ereditaria dominante si manifesta alla nascita con malformazioni della faccia, della bocca e delle orecchie dovute ad un'ipoplasia ossea soprattutto a carico delle ossa malari (zigomi), si associa spesso a disturbi della personalità; la "Disostosi Metafisaria" è una disostosi ereditaria anch'essa dovuta ad un gene dominante colpisce tutte le metafisi delle ossa lunghe e corte impedendone il naturale accrescimento; è quindi causa di grave nanismo e fratture spontanee per debolezza ed irregolarità dell'impalcatura ossea.